# Augusto Trigo
Augusto Fausto Rodrigues Trigo (Bolama, Guiné-Bissau, 17 de outubro de 1938) é um pintor, ilustrador, publicitário e autor de banda desenhada luso-guineense.

## Biografia
Augusto nasceu a 17 de outubro de 1938 em Bolama, na então Guiné Portuguesa. Veio para Lisboa aos sete anos, devido à morte prematura do pai, estudando na Casa Pia como aluno interno. Não tendo se destacado nas disciplinas teóricas, dedicou-se às atividades manuais, chegando a ganhar o primeiro prémio num concurso promovido entre diversas escolas pela realização de um presépio feito em madeira. Foi transferido para a secção de Pina Manique da Casa Pia, onde cursou talha e escultura, sob a orientação do escultor Martins Correia.

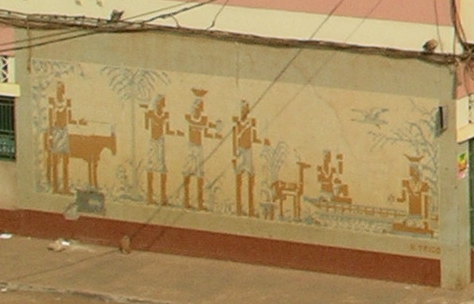
Painel de Augusto Trigo executado em 1965 na lateral do ctual Hotel Ancar, em Bissau

Saindo da Casa Pia de Lisboa em 1957, trabalhou por pouco tempo como ilustrador publicitário, regressando no ano seguinte à Guiné-Bissau, onde deixara a mãe e os irmãos, vindo a arranjar trabalho como desenhador de cartografia, aproveitando para se dedicar à pintura nos tempos livres.
Em fevereiro de 1964 realizou uma exposição com as aguarelas e óleos que produzira sobre a sua terra natal, que lhe proporcionou uma encomenda de pinturas por parte do governo da então Guiné Portuguesa.
Em 1965 realizou a sua segunda exposição. No mesmo ano executou um painel de grandes dimensões para o novo edifício do Centro de Informação e Turismo, onde a sua obra havia estado exposta.
Em abril de 1966 realizou a sua terceira exposição, desta vez no Palácio Foz, em Lisboa, sendo aplaudido pela crítica.
Augusto Trigo passou entretanto a repartir a sua atividade artística na pintura, ilustração e escultura com o ensino de trabalhos manuais e desenho, tendo ainda ilustrado manuais da 1.ª e 2.ª classe. Com a independência da Guiné-Bissau, em 1974, permaneceu no novo país, passando a dirigir o Departamento de Artesanato Nacional, realizando por essa altura um quadro para o Banco Nacional, que serviu uma das faces da nota de mil pesos emitida por esse banco central.

### Banda desenhada
Em setembro de 1979 regressou definitivamente a Lisboa, estreando-se na banda desenhada. Publicou a sua primeira história aos quadradinhos em 1980 na revista Mundo de Aventuras  (V série), com o intitulada "O Visitante Maldito", baseada num conto de João Maria Bravo. A história foi publicada também em 1984 no Jornal do Exército, e em 1986 em álbum, com edição das Edições Futura. Para além da participação na revista Mundo de Aventuras, colaborou também em Mundo de Aventuras Especial , "Quadradinhos" (II série - suplemento do jornal  A Capital ), Jornal da BD , O Mosquito  (V série) e o Jornal do Exército.
Colaborou com o argumentista Jorge Magalhães, com quem formou uma notável dupla de autores de histórias de aventura. Dessa colaboração surgiram "A Luz do Oriente", publicada no suplemento "Quadradinhos" II série, em 1980-81, e no Jornal do Exército, em 1983, também editado em álbum pela Futura em 1986; "Wakantanka: O Bisonte Negro", publicado inicialmente no "Quadradinhos" II série em 1981-82, e posteriormente na Mundo de Aventuras em 1981-83, no Jornal da BD em 1984-85, surgindo em álbum pela Edinter em 1985; "Excalibur: O Anel Mágico" , publicado em Tintin  em 1982, no Almanaque O Mosquito em 1986, no Jornal da BD em 1987, surgindo em álbum pela Meribérica/Liber em 1988; "Ranger: A Vingança do Elefante" , publicada em O Mosquito, V série, em 1984-85, na Mundo de Aventuras em 1986, no Jornal da BD em 1987 e em álbum pela Meribérica/Liber em 1988; "Wakantanka: O Povo Serpente" , publicada na Mundo de Aventuras em 1985-86,  no Jornal da BD em 1986, e em álbum pela Meribérica/Liber em 1988. Igualmente em colaboração com Jorge Magalhães realizou um conjunto de histórias para a coleção "Lendas de Portugal em banda desenhada", das Edições ASA, série iniciada no Jornal do Exército com "A Lenda do Rei Rodrigo", publicada em 1985 e editada em 1988, e com "A Moura Encantada", publicada em 1985-87 e editada em 1988. Seguiram-se A Lenda de Gaia publicada diretamente em álbum em 1989, A Dama Pé de Cabra, em álbum no mesmo ano, e A Moura Cassima, publicada em álbum em 1991. Em todos estes trabalhos sobressaiu sempre o seu traço realista. A colaboração dos dois autores foi apresentada na exposição "Augusto Trigo e Jorge Magalhães", realizada na Bedeteca da Amadora entre junho e agosto de 2016.
Em 1987 produziu para o Jornal do Exército um conjunto de testemunhos verídicos, sob o título de "Virtudes Militares", retratando a probidade, a abnegação, a lealdade ou o soldado "milhões".
Entre 1999 e 2000 produziu para o Montepio Geral a banda desenhada  Tio Pelicas Investiga: A Essência Mutualista, com textos de Paula Guimarães, apresentando às crianças a importância do mutualismo na nossa sociedade. A história surgiu inicialmente em cinco fascículos distribuídos aos membros do Clube do Tio Pelicas, destinado aos associados mais jovens do Montepio Geral. Apareceu posteriormente integralmente reunida numa edição em álbum, publicada pela mesma Associação Mutualista. Augusto Trigo continua a colaborar com esta instituição através da sua atividade ilustrativa, numa toada mais humorística e infantil, para a revista do Montepio Geral.
Colaborou também na revista Seleções BD  (II série), publicada entre novembro de 1998 e maio de 2001.

### Ilustração
Em finais dos anos 1990 participou na realização de manuais de História e Geografia de Portugal, para o 5.º e 6.º ano, ilustrando também toda a coleção "Clássicos Juvenis", da Verbo, composta por vinte e oito títulos de autores portugueses e estrangeiros: Peregrinação, de Fernão Mendes Pinto; A Volta ao Mundo em 80 Dias , de Júlio Verne; Os três Mosqueteiros, de Alexandre Dumas; O Corsário Negro , de Emilio Salgari; A Ilha do Tesouro, de Robert Louis Stevenson; As Minas de Salomão, de Rider Haggard, sob tradução de Eça de Queirós; Robinson Crusoé, de Daniel Defoe; O Conde de Monte Cristo, de Alexandre Dumas, Sandokan, de Emilio Salgari; A Cabana do Pai Tomás, de Harriet Beecher Stone, entre outros. Ilustrou também a coleção "Lendas e Narrativas", também da Verbo, em títulos como "Contos e Lendas do Antigo Egito", "Contos e Lendas da Idade Média", "A Eneida - Narrativas Escolhidas", "Narrativas Históricas da Antiga Roma", "Aventuras dos Cavaleiros da Távola Redonda" e "Narrativas da Bíblia - Antigo Testamento".
Realizou também trabalhos de publicidade, e ilustração de capas de livros e revistas.

## Prémios e homenagens
Em 1981 foi distinguido pelo Clube Português de Banda Desenhada com o Prémio Revelação.
Em 1992, na terceira edição do Festival Internacional de Banda Desenhada da Amadora, obteve o troféu "Zé Pacóvio e Grilinho" para o Melhor Álbum Português com o álbum "A Moura Cassima" .
Na 11.ª edição daquele festival, realizada entre outubro e novembro de 2000, foi-lhe dedicada uma exposição retrospetiva da sua obra de banda desenhada na Galeria Municipal Artur Bual.